# Sant'Antonino (Mascali)
Sant'Antonino is een plaats (frazione) in de Italiaanse gemeente Mascali.